# Nosodendron coenosum
Nosodendron coenosum är en skalbaggsart som först beskrevs av Thomas Vernon Wollaston 1873.  Nosodendron coenosum ingår i släktet Nosodendron och familjen almsavbaggar. Inga underarter finns listade i Catalogue of Life.